# Squadra cambogiana di Coppa Davis
La squadra cambogiana di Coppa Davis rappresenta la Cambogia nella Coppa Davis, ed è posta sotto l'egida della Tennis Federation of Cambodia.
La squadra partecipa alla competizione dal 2012, pertanto è la nazione più giovane al mondo a livello tennistico maschile. Ciononostante, alla sua prima partecipazione al Gruppo IV di Coppa Davis, l'ultimo livello di competizione, è riuscita ad ottenere la promozione al Gruppo III con cinque vittorie in altrettanti incontri disputati.

## Organico 2012
Aggiornato agli incontri del Gruppo IV della zona Asia/Oceania (16-21 aprile 2012). Fra parentesi il ranking del giocatore nel momento della disputa degli incontri.
- Pannhara Mam (ATP #1202)
- Kenny Bun (ATP #)
- Samneang Long (ATP #)
- Vetu Mam (ATP #)